# Каменотёс

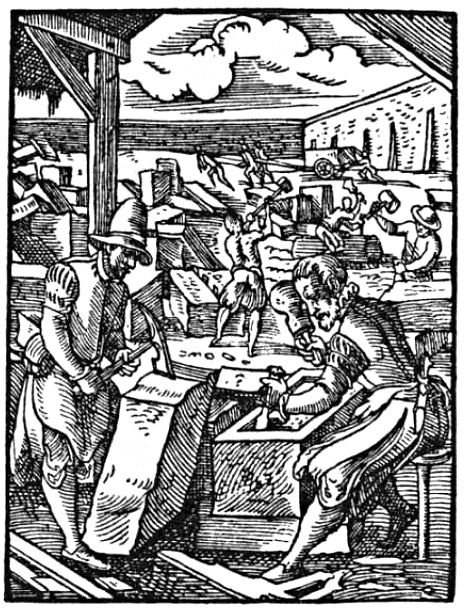
Каменотёсы, гравюра, 1568 год.

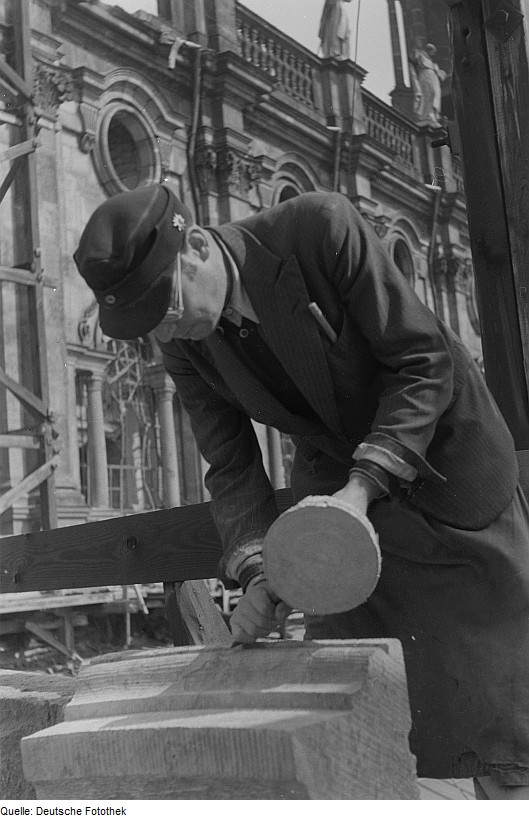

Каменотёс — рабочий, занимающийся обтёсыванием камня.
Ремесло каменотёса — одно из древнейших, так как каменные строения существуют с первобытных времён. Секреты профессионального мастерства каменотёсов часто передавались из поколения в поколение. В литературе также встречается названия Каменотёсец, Дика́рщик, каменотесец, обрабатывающий гранит — Грани́тчик.

## Древний мир
В Древнем Египте принимали участие в строительстве египетских пирамид (см. Техника строительства египетских пирамид).
В Древней Греции каменотесное дело теснейшим образом связано с зодчеством, особенно с архитектурой храмов. В период возникновения и расцвета полисов ремесло каменотесов стало одной из главных отраслей труда. В отличие от горнорудного дела, где рабский труд применялся особенно интенсивно, в каменотесном деле рабский труд использовался меньше и значительную долю труда выполняли наёмные рабочие, но на тяжелую работу в каменоломнях посылали рабов и военнопленных (так, после неудачного сицилийского похода афинян в 413 г. до н. э. афинские пленные воины были отправлены в сиракузские каменоломни). На самом же строительстве каменотёсные работы выполняли свободные наёмные рабочие. Большинство из них не были гражданами данного города-государства; это были метэки, которых усиленно привлекали в города в тех случаях, когда там велись большие строительные работы на средства государства. Мрамор добывали как открытым способом, так и в штольнях, которые шли от выхода породы на поверхность в глубь горы по направлению слоев мрамора. Орудиями труда служили железное кайло, зубило, лом, деревянные клинья и кувалды. Для выемки известняка и песчаника иногда употреблялись пила и топор. Для более твердых пород пользовались пилой без зубьев, подсыпая во время пилки породы песок.

## Средневековье

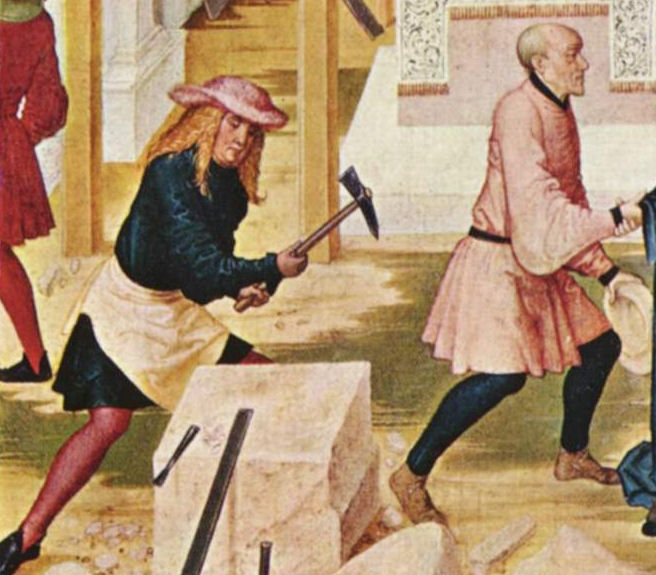
Баварский каменотёс за работой, около 1505 года.

В Германии XII—XIII веков каменотёсы участвовали в строительных товариществах: возведение громадных церковных зданий длилось долгие годы, в течение которых рабочие и архитекторы, селившиеся близ построек (их инструменты хранились в особых бараках — англ. Lodge, нем. Bauhütte), постепенно вступали в тесное общение. В строительных ложах ревниво оберегались от посторонних взоров правила архитектуры, числовая мистика (особенное значение придавалось числам 3, 5, 7 и 9), орнаментная символика и пр. Их запрещалось заносить на бумагу, вследствие чего появилась необходимость в символическом языке; к тому же в то время вообще мало кто умел писать; по этой же, по-видимому, причине ученикам не выдавались ремесленные свидетельства, но зато были введены изустные удостоверения в форме вопросов и ответов, а также тайные знаки.
Немецкие каменотёсы занесли товарищескую организацию в Англию (а также во Францию и Италию), где каменотёсы получили в официальных актах наименование свободные или вольные каменщики (Freemason, Free-Stone-Mason).

## Новое время
В течение XVII века строительные товарищества в Англии, в Германии, во Франции стали быстро приходить в упадок и к началу XVIII века почти перестали существовать. В Англии воспользовались оболочкой строительных товариществ, бывших в некоторых отношениях филантропическими организациями, и, вдохнув в них новую жизнь, создали новый вид лож получивших название философское, или спекулятивное масонство. 24 июня 1717 года, в день Св. Иоанна, четыре лондонские строительные ложи провели встречу в таверне «Гусь и рашпер», итогом которой стало создание Первой великой ложи Англии. Сначала новое объединение франкмасонов носило название — Великая ложа Лондона и Вестминстера, а с 1737 года название утвердилось, как Великая ложа Англии. А в 1813 году, после подписания Акта союза она стала именоваться — Объединённая великая ложа Англии. Впрочем, новое объединение не отстранило от себя ремесленников-каменотёсов, и в его исторических документах прослеживается непрерывная связь ремесленнических [оперативных] лож и современных масонских лож.

## Инструментарий
В древние времена орудиями труда служили железное кайло, зубило, лом, деревянные клинья и кувалды. Для выемки известняка и песчаника иногда употреблялись пила и топор. Для более твёрдых пород пользовались пилой без зубьев, подсыпая во время пилки породы песок.
Для те́ски камней на Руси (в России), применяли род киро́чки, для те́ски камней, имевшей название в разных краях (странах) — Клевака, Клевач или Клева́к.